# Municipio de Walnut (condado de Bourbon)
El municipio de Walnut (en inglés: Walnut Township) es un municipio ubicado en el condado de Bourbon en el estado estadounidense de Kansas. En el año 2010 tenía una población de 127 habitantes y una densidad poblacional de 0,82 personas por km².

## Geografía
El municipio de Walnut se encuentra ubicado en las coordenadas 37°43′9″N 94°59′45″O / 37.71917, -94.99583. Según la Oficina del Censo de los Estados Unidos, el municipio tiene una superficie total de 154.26 km², de la cual 153,84 km² corresponden a tierra firme y (0,27 %) 0,42 km² es agua.

## Demografía
Según el censo de 2010, había 127 personas residiendo en el municipio de Walnut. La densidad de población era de 0,82 hab./km². De los 127 habitantes, el municipio de Walnut estaba compuesto por el 99,21 % blancos y el 0,79 % eran de una mezcla de razas. Del total de la población el 0,79 % eran hispanos o latinos de cualquier raza.